# Monte Kaʻala
Il monte Kaʻala è il rilievo più elevato dell'isola di Oahu nell'arcipelago della Hawaii. Parte della catena dei Waiʻanae, relitto di un antico vulcano a scudo della parte occidentale dell'isola, la sua cima culmina a 1 227 metri s.l.m.
La FAA continua a tenere in funzione una stazione di monitoraggio sulla cima del monte, la quale è chiusa al pubblico e custodita dall'esercito degli Stati Uniti, stazionato ai piedi del monte a Schofield Barracks. Anche da lontano la cupola bianca della stazione di monitoraggio è chiaramente visibile.